# 横手大橋
横手大橋（よこておおはし）は、群馬県前橋市横手町と高崎市宿横手町の間にある利根川に架かる群馬県道13号前橋長瀞線のバイパスにある橋。橋長284.3メートル
、幅員23.8メートル（11.75メートル×2）、最大支間長73.0メートルのPC連続箱桁橋である。下流側に並走する形でほぼ同時期に架けられた北関東自動車道の利根川橋がある。

## 歴史
- 2000年（平成12年）横手大橋が竣工[4]。事業主体は群馬県で、建設時の仮称は「西横手橋」であった[5]。
- 2001年（平成13年）3月に開通。

## 周辺
- 西横手町公民館
- 宿横手町公民館
- 善勝寺
- 冨士神社
- 埼玉県道・群馬県道416号利根川自転車道線

## 隣の橋
- 利根川

南部大橋 - 昭和大橋 - 横手大橋 - 北関東自動車道利根川橋 - 福島橋